# Sympycnus inornatus
Sympycnus inornatus är en tvåvingeart som först beskrevs av Van Duzee 1917.  Sympycnus inornatus ingår i släktet Sympycnus och familjen styltflugor.
Artens utbredningsområde är Kalifornien. Inga underarter finns listade i Catalogue of Life.